# Ivy Lilian McClelland
Ivy Lilian McClelland (* 18. Mai 1908 in Liverpool; † 2. April 2006 in Glasgow) war eine britische Romanistin und Hispanistin.

## Leben und Werk
Ivy McClelland studierte Spanisch in Liverpool bei Edgar Allison Peers und schloss 1932 mit dem Mastergrad ab. Dann war sie an der Universität Glasgow bis 1956 Assistant Lecturer und Lecturer, ab 1956 Senior Lecturer und von 1966 bis zur Emeritierung 1973 Reader, anschließend bis 1997 Honorary Senior Research Fellow (1989 Ehrendoktor ihrer Universität) und schließlich von 1997 bis zu ihrem Tod Honorary Professor und Honorary Professorial Research Fellow.
1995 wurde an der Universität Glasgow ein Lehrstuhl nach ihr benannt (Ivy McClelland Research Chair).

## Werke
- (Hrsg.) Antología castellana, Liverpool 1935
- The origins of the romantic movement in Spain. A Survey of Aesthetic Uncertainties in the Age of Reason, Liverpool 1937, New York 1975
- Tirso de Molina. Studies in dramatic realism, Liverpool 1948
- Benito Jerónimo Feijóo, New York 1969
- Spanish Drama of Pathos 1750–1808, 2 Bde., Liverpool 1970 (spanisch: Pathos dramático en el teatro español de 1750 a 1808, 2 Bde., Liverpool 1998)
- Ignacio de Luzán, New York 1973
- Diego de Torres Villarroel, Boston 1976
- (Hrsg.) Benito Jerónimo Feijoo, Obras. Selección, Madrid 1985
- Ideological Hesitancy in Spain 1700–1750, Liverpool 1991